# Vicepresidente del Consiglio dei ministri della Repubblica Italiana
Il vicepresidente del Consiglio dei ministri è chiamato a coadiuvare e, in caso di necessità, a sostituire temporaneamente il presidente del Consiglio dei ministri della Repubblica Italiana.

## Descrizione

### Definizione
Tale carica non è espressamente citata nella Costituzione (che menziona soltanto il presidente del Consiglio e i ministri) ed è formalmente equiparata a quella di un ministro senza portafoglio.
Innanzitutto il Consiglio dei ministri può attribuire a uno o più ministri, su proposta del presidente del Consiglio, le funzioni di vicepresidente o vicepresidenti del Consiglio. La funzione del vicepresidente (o del vicepresidente più anziano se sono più di uno) consiste nello svolgere le funzioni di supplente del presidente, sostituendolo in caso di assenza o di impedimento temporaneo (art. 8 della legge n. 400/1988); se in un governo non è stato nominato il vicepresidente la supplenza, salvo diversa indicazione espressa direttamente dal Presidente del Consiglio, spetta al ministro più anziano d'età.
Generalmente, nei governi di coalizione, la carica di vicepresidente è ricoperta dal capo del secondo partito o, comunque, da un autorevole esponente dello stesso.

### Impedimento e supplenza del Presidente del Consiglio
L'articolo 8 della legge 23 agosto 1988, n. 400, disciplina il caso di assenza o impedimento temporaneo del presidente del Consiglio dei ministri, stabilendo che la supplenza spetti al vicepresidente del Consiglio dei ministri.
Nel caso in cui siano nominati più vicepresidenti, la supplenza spetta al vicepresidente più anziano secondo l'età.
Qualora non venga nominato un vicepresidente del Consiglio, la supplenza spetta, in assenza di diversa disposizione da parte del presidente del Consiglio, al ministro più anziano secondo l'età.

## Storia
Il primo vicepresidente del Consiglio dopo il referendum istituzionale del 1946 fu Pietro Nenni, nel governo De Gasperi I, che restò in carica dal 10 dicembre 1945 fino al 14 luglio 1946. 
I governi De Gasperi IV e De Gasperi V furono i governi con il numero più alto di vicepresidenti del Consiglio, tre in entrambi. 
Nei governi Berlusconi I, Berlusconi II, Berlusconi III, Prodi II e Conte I erano presenti contemporaneamente due vicepresidenti del Consiglio, così come nell'attuale governo Meloni. 

## Elenco
Nota: in caso di più vicepresidenti in carica in uno stesso governo, essi sono elencati in ordine alfabetico in base al cognome.
| Nº   | Titolare/i      | Titolare/i     | Titolare/i                       | Partito                                                    | Mandato                                 | Mandato          | Governo                                                                     | Leg.                    |
| Nº   | Titolare/i      | Titolare/i     | Titolare/i                       | Partito                                                    | Inizio                                  | Fine             | Governo                                                                     | Leg.                    |
| ---- | --------------- | -------------- | -------------------------------- | ---------------------------------------------------------- | --------------------------------------- | ---------------- | --------------------------------------------------------------------------- | ----------------------- |
| -    | Carica vacante  | Carica vacante | Carica vacante                   | -                                                          | 14 luglio 1946                          | 1º giugno 1947   | De Gasperi II De Gasperi III                                                | AC                      |
| 1    |                 |                | Luigi Einaudi (1874-1961)        | Partito Liberale Italiano                                  | 1º giugno 1947                          | 24 maggio 1948   | De Gasperi IV                                                               | AC                      |
| 2    |                 |                | Randolfo Pacciardi (1899-1991)   | Partito Repubblicano Italiano                              | 1º giugno 1947                          | 24 maggio 1948   | De Gasperi IV                                                               | AC                      |
| 3    |                 |                | Giuseppe Saragat (1898-1988)     | Partito Socialista dei Lavoratori Italiani                 | 1º giugno 1947                          | 24 maggio 1948   | De Gasperi IV                                                               | AC                      |
| 4    |                 |                | Attilio Piccioni (1892-1976)     | Democrazia Cristiana                                       | 24 maggio 1948                          | 27 gennaio 1950  | De Gasperi V                                                                | I                       |
| 5    |                 |                | Giovanni Porzio (1873-1962)      | Partito Liberale Italiano                                  | 24 maggio 1948                          | 27 gennaio 1950  | De Gasperi V                                                                | I                       |
| (3)  |                 |                | Giuseppe Saragat (1898-1988)     | Partito Socialista dei Lavoratori Italiani                 | 24 maggio 1948                          | 27 gennaio 1950  | De Gasperi V                                                                | I                       |
| -    | Carica vacante  | Carica vacante | Carica vacante                   | -                                                          | 27 gennaio 1950                         | 26 luglio 1951   | De Gasperi VI                                                               | I                       |
| (4)  |                 |                | Attilio Piccioni (1892-1976)     | Democrazia Cristiana                                       | 26 luglio 1951                          | 17 agosto 1953   | De Gasperi VII                                                              | I                       |
| (4)  | De Gasperi VIII | II             | Attilio Piccioni (1892-1976)     | Democrazia Cristiana                                       | 26 luglio 1951                          | 17 agosto 1953   |                                                                             |                         |
| -    | Carica vacante  | Carica vacante | Carica vacante                   | -                                                          | 17 agosto 1953                          | 10 febbraio 1954 | Pella Fanfani I                                                             |                         |
| (3)  |                 | II             |                                  | Giuseppe Saragat (1898-1988)                               | Partito Socialista Democratico Italiano | 10 febbraio 1954 | 20 maggio 1957                                                              | Scelba Segni I          |
| 6    |                 | II             |                                  | Giuseppe Pella (1902-1981)                                 | Democrazia Cristiana                    | 20 maggio 1957   | 2 luglio 1958                                                               | Zoli                    |
| 7    |                 |                | Antonio Segni (1891-1972)        | Democrazia Cristiana                                       | 2 luglio 1958                           | 16 febbraio 1959 | Fanfani II                                                                  | III                     |
| -    | Carica vacante  | Carica vacante | Carica vacante                   | -                                                          | 16 febbraio 1959                        | 26 luglio 1960   | Segni II Tambroni                                                           | III                     |
| (4)  |                 |                | Attilio Piccioni (1892-1976)     | Democrazia Cristiana                                       | 26 luglio 1960                          | 5 dicembre 1963  | Fanfani III Fanfani IV                                                      | III                     |
| (4)  | Leone I         | IV             | Attilio Piccioni (1892-1976)     | Democrazia Cristiana                                       | 26 luglio 1960                          | 5 dicembre 1963  |                                                                             |                         |
| 8    |                 | IV             |                                  | Pietro Nenni (1891-1980)                                   | Partito Socialista Italiano             | 5 dicembre 1963  | 25 giugno 1968                                                              | Moro I Moro II Moro III |
| -    | Carica vacante  | Carica vacante | Carica vacante                   | -                                                          | 25 giugno 1968                          | 13 dicembre 1968 | Leone II                                                                    | V                       |
| 9    |                 |                | Francesco De Martino (1907-2002) | Partito Socialista Italiano                                | 13 dicembre 1968                        | 6 agosto 1969    | Rumor I                                                                     | V                       |
| 10   |                 |                | Paolo Emilio Taviani (1912-2001) | Democrazia Cristiana                                       | 6 agosto 1969                           | 27 marzo 1970    | Rumor II                                                                    | V                       |
| (9)  |                 |                | Francesco De Martino (1907-2002) | Partito Socialista Italiano                                | 27 marzo 1970                           | 18 febbraio 1972 | Rumor III Colombo                                                           | V                       |
| -    | Carica vacante  | Carica vacante | Carica vacante                   | -                                                          | 18 febbraio 1972                        | 26 giugno 1972   | Andreotti I                                                                 | V                       |
| 11   |                 |                | Mario Tanassi (1916-2007)        | Partito Socialista Democratico Italiano                    | 26 giugno 1972                          | 8 luglio 1973    | Andreotti II                                                                | VI                      |
| -    | Carica vacante  | Carica vacante | Carica vacante                   | -                                                          | 8 luglio 1973                           | 23 novembre 1974 | Rumor IV Rumor V                                                            | VI                      |
| 12   |                 |                | Ugo La Malfa (1903-1979)         | Partito Repubblicano Italiano                              | 23 novembre 1974                        | 12 febbraio 1976 | Moro IV                                                                     | VI                      |
| -    | Carica vacante  | Carica vacante | Carica vacante                   | -                                                          | 12 febbraio 1976                        | 21 marzo 1979    | Moro V                                                                      | VI                      |
| -    | Carica vacante  | Carica vacante | Carica vacante                   | -                                                          | 12 febbraio 1976                        | 21 marzo 1979    | Andreotti III Andreotti IV                                                  | VII                     |
| (12) |                 |                | Ugo La Malfa (1903-1979)         | Partito Repubblicano Italiano                              | 21 marzo 1979                           | 26 marzo 1979    | Andreotti V                                                                 | VII                     |
| -    | Carica vacante  | Carica vacante | Carica vacante                   | -                                                          | 26 marzo 1979                           | 4 agosto 1983    | Andreotti V Cossiga I Cossiga II Forlani Spadolini I Spadolini II Fanfani V | VIII                    |
| 13   |                 |                | Arnaldo Forlani (1925-2023)      | Democrazia Cristiana                                       | 4 agosto 1983                           | 18 aprile 1987   | Craxi I Craxi II                                                            | IX                      |
| -    | Carica vacante  | Carica vacante | Carica vacante                   | -                                                          | 18 aprile 1987                          | 29 luglio 1987   | Fanfani VI                                                                  | IX                      |
| 14   |                 |                | Giuliano Amato (1938)            | Partito Socialista Italiano                                | 29 luglio 1987                          | 13 aprile 1988   | Goria                                                                       | X                       |
| 15   |                 |                | Gianni De Michelis (1940-2019)   | Partito Socialista Italiano                                | 13 aprile 1988                          | 23 luglio 1989   | De Mita                                                                     | X                       |
| 16   |                 |                | Claudio Martelli (1943)          | Partito Socialista Italiano                                | 23 luglio 1989                          | 28 giugno 1992   | Andreotti VI Andreotti VII                                                  | X                       |
| -    | Carica vacante  | Carica vacante | Carica vacante                   | -                                                          | 28 giugno 1992                          | 11 maggio 1994   | Amato I Ciampi                                                              | XI                      |
| 17   |                 |                | Roberto Maroni (1955-2022)       | Lega Nord                                                  | 11 maggio 1994                          | 17 gennaio 1995  | Berlusconi I                                                                | XII                     |
| 18   |                 |                | Giuseppe Tatarella (1935-1999)   | Movimento Sociale Italiano                                 | 11 maggio 1994                          | 17 gennaio 1995  | Berlusconi I                                                                | XII                     |
| -    | Carica vacante  | Carica vacante | Carica vacante                   | -                                                          | 17 gennaio 1995                         | 18 maggio 1996   | Dini                                                                        | XII                     |
| 19   |                 |                | Walter Veltroni (1955)           | Partito Democratico della Sinistra Democratici di Sinistra | 18 maggio 1996                          | 21 ottobre 1998  | Prodi I                                                                     | XIII                    |
| 20   |                 |                | Sergio Mattarella (1941)         | Partito Popolare Italiano                                  | 21 ottobre 1998                         | 22 dicembre 1999 | D'Alema I                                                                   | XIII                    |
| -    | Carica vacante  | Carica vacante | Carica vacante                   | -                                                          | 22 dicembre 1999                        | 11 giugno 2001   | D'Alema II Amato II                                                         | XIII                    |
| 21   |                 |                | Gianfranco Fini (1952)           | Alleanza Nazionale                                         | 11 giugno 2001                          | 23 aprile 2005   | Berlusconi II                                                               | XIV                     |
| 22   |                 |                | Marco Follini (1954)             | Unione di Centro                                           | 2 dicembre 2004                         | 23 aprile 2005   | Berlusconi II                                                               | XIV                     |
| (21) |                 |                | Gianfranco Fini (1952)           | Alleanza Nazionale                                         | 23 aprile 2005                          | 17 maggio 2006   | Berlusconi III                                                              | XIV                     |
| 23   |                 |                | Giulio Tremonti (1947)           | Forza Italia                                               | 23 aprile 2005                          | 17 maggio 2006   | Berlusconi III                                                              | XIV                     |
| 24   |                 |                | Massimo D'Alema (1949)           | Democratici di Sinistra Partito Democratico                | 17 maggio 2006                          | 8 maggio 2008    | Prodi II                                                                    | XV                      |
| 25   |                 |                | Francesco Rutelli (1954)         | La Margherita Partito Democratico                          | 17 maggio 2006                          | 8 maggio 2008    | Prodi II                                                                    | XV                      |
| -    | Carica vacante  | Carica vacante | Carica vacante                   | -                                                          | 8 maggio 2008                           | 28 aprile 2013   | Berlusconi IV Monti                                                         | XVI                     |
| 26   |                 |                | Angelino Alfano (1970)           | Il Popolo della Libertà Nuovo Centrodestra                 | 28 aprile 2013                          | 22 febbraio 2014 | Letta                                                                       | XVII                    |
| -    | Carica vacante  | Carica vacante | Carica vacante                   | -                                                          | 22 febbraio 2014                        | 1º giugno 2018   | Renzi Gentiloni                                                             | XVII                    |
| 27   |                 |                | Luigi Di Maio (1986)             | Movimento 5 Stelle                                         | 1º giugno 2018                          | 5 settembre 2019 | Conte I                                                                     | XVIII                   |
| 28   |                 |                | Matteo Salvini (1973)            | Lega                                                       | 1º giugno 2018                          | 5 settembre 2019 | Conte I                                                                     | XVIII                   |
| -    | Carica vacante  | Carica vacante | Carica vacante                   | -                                                          | 5 settembre 2019                        | 22 ottobre 2022  | Conte II Draghi                                                             | XVIII                   |
| (28) |                 |                | Matteo Salvini (1973)            | Lega                                                       | 22 ottobre 2022                         | in carica        | Meloni                                                                      | XIX                     |
| 29   |                 |                | Antonio Tajani (1953)            | Forza Italia                                               | 22 ottobre 2022                         | in carica        | Meloni                                                                      | XIX                     |

### Riferimenti normativi
- Legge 23 agosto 1988, n. 400, in materia di "Disciplina dell'attività di Governo e ordinamento della Presidenza del Consiglio dei Ministri."